# Roman Artemuk
Roman Artemuk (ukrajinsky Роман Артемук; * 12. srpna 1995, Novovolynsk, Ukrajina) je ukrajinský fotbalový útočník, od roku 2014 působil v Bohemians Praha 1905. Na jaře 2016 odešel do FK Dobrovice.

## Klubová kariéra
Svoji fotbalovou kariéru začal v Novovolynsku, odkud ještě jako dorostenec zamířil nejprve do FK Nyva Vinnycja (z města Vinnycja), poté do Tempa Praha, FK Meteor Praha VIII a Bohemians Praha 1905. V roce 2014 se objevil v A-týmu mužstva Bohemians. V 1. české lize debutoval v dresu Bohemky 25. července 2014 proti AC Sparta Praha (prohra 1:2).